# Kinson Ravenlock
(Kinson Ravenlock, Il primo re di Shannara)
Kinson Ravenlock è uno dei protagonisti de Il primo re di Shannara, preludio della Trilogia originale di Shannara, ideata dallo scrittore Terry Brooks

## Storia
Dopo la Prima Guerra delle Razze, i Druidi avevano diviso le regioni conosciute nelle Quattro Terre e la Razza Uomo, uscita sconfitta dal conflitto, aveva preferito lasciare una sorta di cuscinetto fra sé e le altre Razze. Così, anche se le Terre del Sud si spingevano fino ai Denti del Drago, gli uomini avevano rinunciato a quasi tutti i loro insediamenti situati a nord del Lago Arcobaleno. Alcune famiglie, tra cui i Ravenlock, però si erano rifiutate di trasferirsi nelle aree più meridionali, convinte che quella fosse la loro terra.
Kinson, era nato e cresciuto a Callahorn e aveva affrontato la vita di frontiera, ai margini della civiltà e a stretto contatto con elfi, nani, gnomi e troll. Così Kinson imparò i loro costumi e apprese la loro lingua e divenne un abile esploratore e cercatore di piste.
Conobbe Bremen e si unì a lui nella lotta contro il Signore degli Inganni.
Durante le vicende del libro, Kinson segue il vecchio Druido e lo aiuta, grazie alle sue abilità, a non finire vittima di imboscate ed agguati e provvede al cibo per l'intera compagnia improvvisandosi cacciatore.
Durante il suo primo viaggio a Paranor incontra Mareth, una ragazza dotata di una potente magia innata che studia presso i druidi le arti della guarigione. Kinson, insieme a Bremen e a Mareth, viaggia per le Quattro Terre, cercando di impedire a Brona di realizzare i suoi piani di conquista. A Dechtera, Kinson incontra Urprox Screel e lo convince a collaborare con Bremen per forgiare la Spada di Shannara, sfruttando la formula dell'antica scienza della metallurgia rivelata da Cogline sommata alla magia druidica di Bremen. Kinson e Mareth vengono poi inviati da Bremen nelle Terre dell'est per scoprire cosa fosse accaduto ai Nani. Qui, riesce a convincere re Raybur a inviare il suo martoriato esercito in soccorso degli Elfi, assediati dall'Esercito del Nord presso la Valle di Rhenn.
Coraggiosamente partecipa alla battaglia e assieme ai druidi e ai cavalieri elfici insegue il Signore degli Inganni, sconfitto successivamente da Jerle Shannara.
Durante lo scontro per proteggere il Re degli Elfi dai Messaggeri del Teschio, Mareth scatena il suo potere e Kinson viene gravemente ferito. Egli rimarrà in convalescenza per settimane nell'avamposto appena fondato di Tyrsis. In seguito si diresse a ovest, con Mareth, e si stabilirono su un'isola boscosa del Mermidon. Dopo qualche tempo si sposarono ed ebbero una numerosa prole, e aprirono una stazione commerciale inaugurando una via mercantile lungo il fiume. Con il passare degli anni, l'isola ospitò una fiorente comunità che sarebbe diventata la futura città di Kern. Da Kinson discenderà Shirl Ravenlock, futura moglie di Menion Leah ne La Spada di Shannara.